# 한현규
한현규(韓鉉珪, 1954년 5월 3일 ~ )는 대한민국의 정치인, 공무원이다. 제20회 행정고시에 합격하여 대통령비서관, 경기도 정무부지사, 경기개발연구원장 등을 역임했다. 서울 출신.

## 경력
- 서울 출생, 뒤에 수원시 영통동으로 이주하였다.
- 1977년 제20회 행정고시 입격[1]
- 1978년 ~ 1982년 강원도청 근무
- 1980년 2월 1일 공인회계사 합격[2][3]
- 1982년 ~ 1988년 건설부 주택정책과
- 1989년 ~ 1993년 대통령비서실 경제비서실 행정관
- 1993년 4월 10일 건설부 기획예산담당관
- 1994년 4월 25일 건설교통부 기획예산담당관
- 1996년 4월 23일 건설교통부 부이사관
- 1996년 ~ 1999년 월드뱅크(World Bank) 파견 근무
- 1999년 9월 29일 건설교통부 건설경제국장
- 2000년 건설교통부 공보관[4]
- 2001년 1월 30일 건설교통부 고속철도 건설기획단장
- 2001년 3월 겸 건설교통부 정보화기획단장
- 대통령비서실 경제비서관실 이사관
- 대통령비서실 건설교통비서관실 비서관
- 2002년 6월 28일 ~ 2004년 2월 6일[5] 경기도 정무부지사
- 2004년 2월 ~ 4월 4.15 국회의원 총선거 수원 영통에 한나라당 후보자로 출마하였으나, 낙선
- 2004년 7월 30일 ~ 2005년 11월 10일 경기도개발연구원 원장

## 개발계획

### 청계산프로젝트 계획
2006년 그는 청계산 밸리 프로젝트를 구상, 추진하였으나 성사되지 못했다. 그는 난개발을 방지하고 지역을 체계적으로 개발하기 위해 전 지역을 4개 축으로 나눠 개발하는 '대도시권 성장관리방안'을 세웠고, 이를 청계산 밸리 프로젝트라 하였다.

### 경기도 행정신도시 계획 수립
2003년 그는 경기 행정신도시를 처음 구상, 계획을 세웠다. 중앙일보와의 인터뷰에서 경기 행정신도시의 계획을 발표했다. 그에 의하면 서울로의 출퇴근 교통은 물론 성남.용인 등 주변 지역과의 광역교통망 체계 확보에 주력할 방침이다. 우선 전철 신분당선을 연장하고, 의왕~과천 간 고속도로를 8차선으로 확장하며, 수원 내부순환 경전철을 건설을 추진했다.
그는 또 경기 행정신도시에 지역별로 각각 5개 이상의 고등학교와 중학교 및 10개의 초등학교가 지어지고, 자립형 사립고와 외국어 특목고가 들어설 예정이다. 또 외국인 학교도 세우고, 영어마을과 같은 교육.문화 여건 수립을 시도하였다.

## 수상 경력
- 1995년 12월 25일 홍조근정훈장 수상
- 1995년 12월 26일 올해의 공무원 선정[8]

## 학력
- 1973년 2월 경기고등학교 졸업
- 1973년 3월 ~ 1977년 2월 연세대학교 경영학과 졸업(경영학 학사)
- 1977년 3월 ~ 1980년 2월서울대학교 행정대학원 행정학 석사
- 미국 시라큐스 대학교 대학원 경제학석사
- 미국 시라큐스 대학교 대학원 행정학석사